# 大皮赫爾加斯山

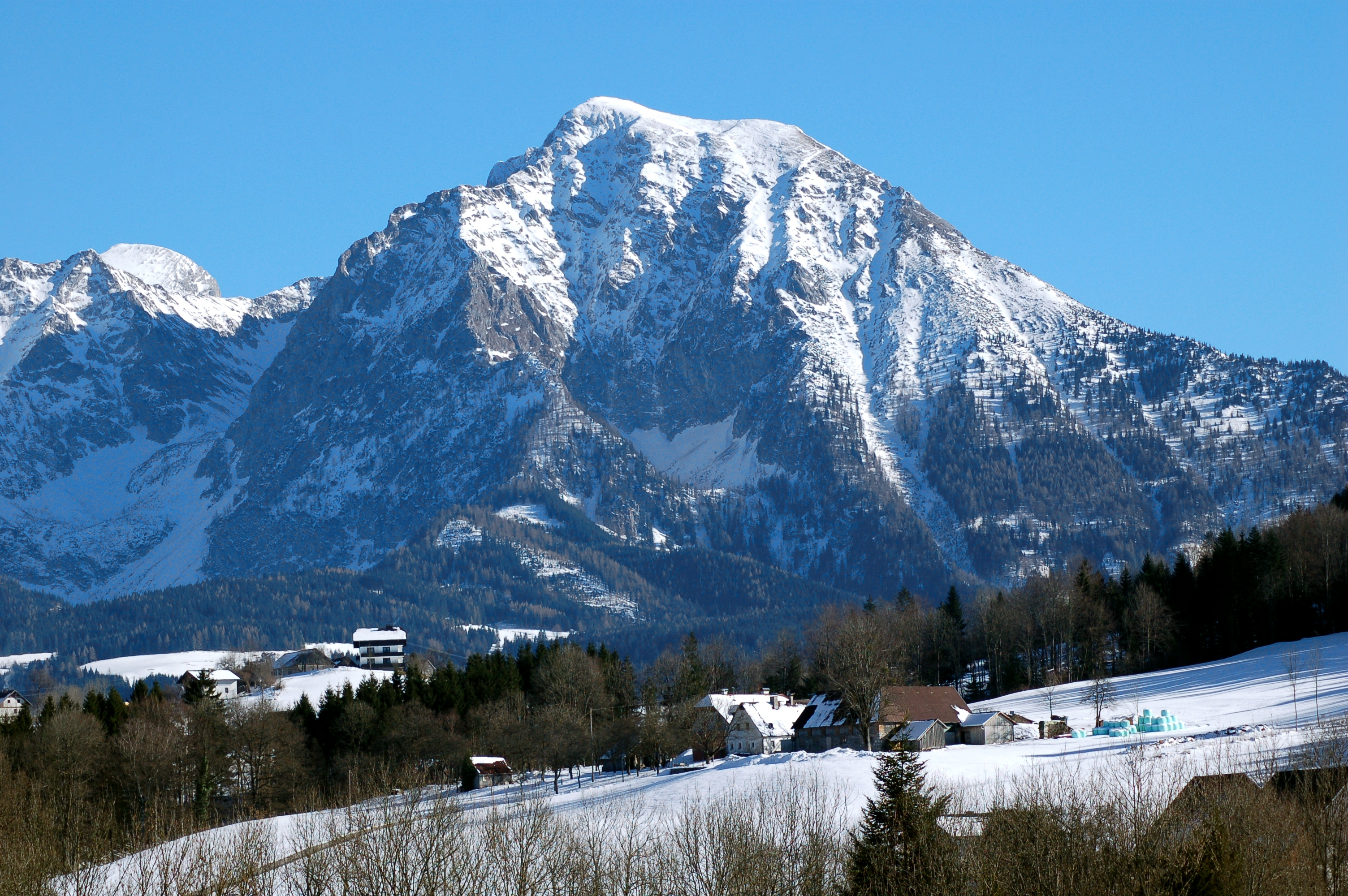

47°39′11″N 14°23′54″E / 47.65306°N 14.39833°E
大皮赫爾加斯山（德語：Großer Pyhrgas），是奧地利的山峰，位於該國中部，處於上奧地利州和施泰爾馬克州接壤的邊境，屬於布雷根茨森林山脈的一部分，海拔高度2,244米，每年平均降雨量1,578毫米。